# Al-Barduna
Al-Barduna (arab. البردونة) – wieś w Syrii, w muhafazie Hama. W 2004 roku liczyła 862 mieszkańców.